# Хаймович, Вадим

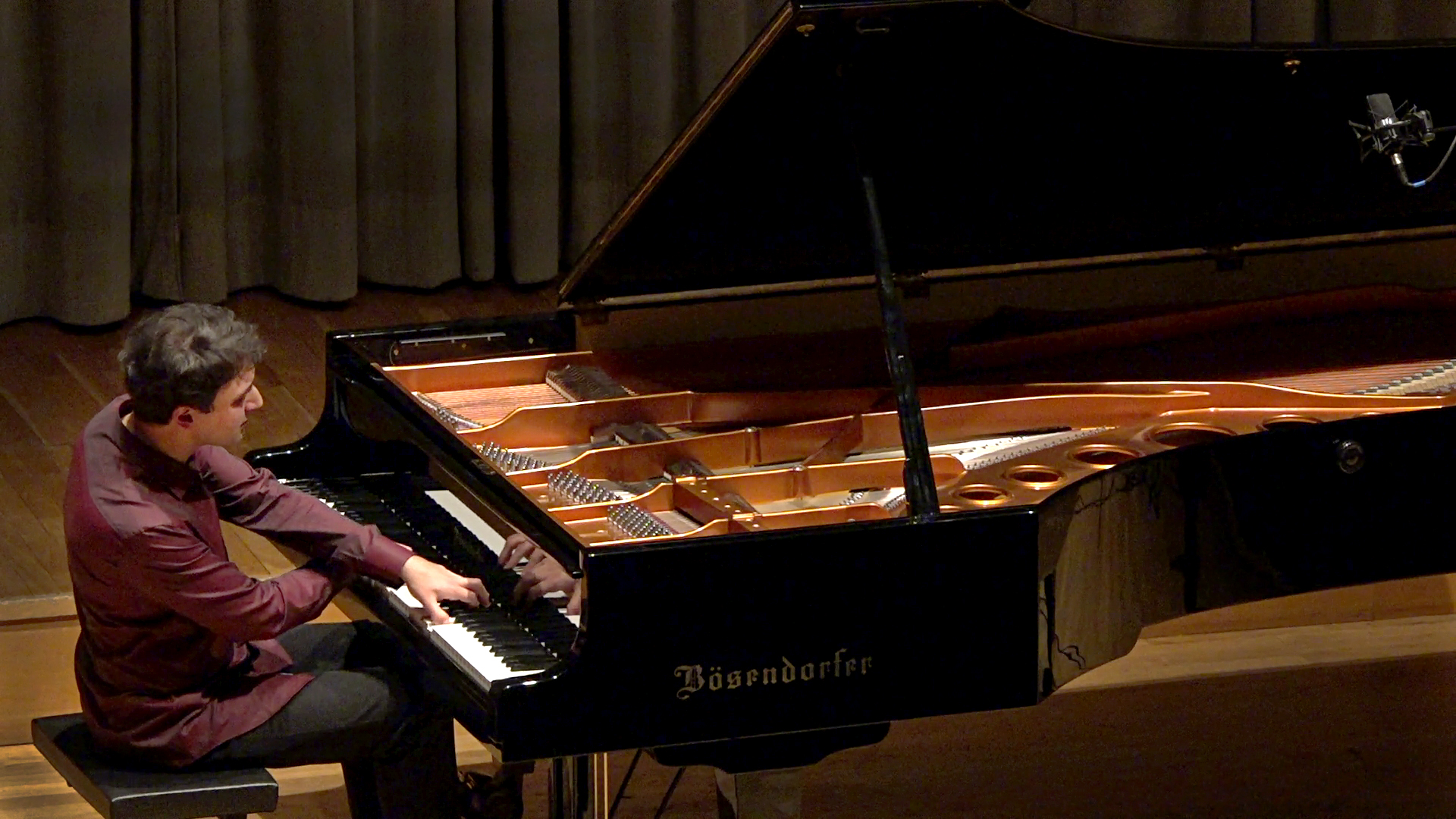
Вадим Хаймович во время сольного выступления в немецком городе Ансбах

Вади́м Хаймович (родился 29 апреля 1978, Вильнюс) — литовский пианист. Исполнитель произведений Шопена, Моцарта, Шуберта.

## Биография
Учился игре на фортепиано с пяти лет. Уже через два года после начала занятий дал дебютный концерт с оркестром. Выиграл несколько призов ещё будучи учащимся Вильнюсской музыкальной школы. Так, он получил Первую премию на Международном конкурсе в Чехии в 1991 году. За этим последовали награды на международных музыкальных конкурсах в Литве, Польше и России. Хаймович окончил с отличием несколько музыкальных консерваторий. Его учителями были Лев Наточенный — профессор по классу фортепиано во Франкфуртском университете музыки и исполнительских искусств, и Петер Рёзель — известный пианист из Дрездена, оба притом были учениками легендарного Льва Оборина. Международные мастер-классы с такими замечательными мастерами как Клод Франк, Рудольф Керер, Гэри Граффман и Юджин Инджич внесли значительный вклад в его образование. С 1996 года живёт в Германии.
Хаймович получил призы на многих международных конкурсах пианистов, в том числе на конкурсе Шуберта в Дортмунде (Германия), конкурсе музыки Шлерна (Италия), на Международном конкурсе пианистов имени Уильяма Капелла в Мэриленде (США) и на 29-м Международном музыкальном конкурсе Masterplayers в Лугано (Швейцария). Он также является победителем 10-го Международного конкурса веб-концертов (США) 2009 года. Став первым лауреатом Международного конкурса пианистов Bradshaw & Buono в 2009 году (Нью-Йорк), Хаймович дал свой дебютный концерт в зале Weill Recital Hall Карнеги-холла.
В своей карьере Хаймович неоднократно получал поддержку в виде стипендий и наград со стороны таких европейских фондов как Фонд Да-Понте (Дармштадт), Фонд Оттилия Сельбаха Редслоба и Фонд Готтард Ширзе (Берлин), Открытый литовский фонд, Фонд Альфреда и Илзе Стаммер-Майер (Швейцария) и др. В 2003 году за выдающееся мастерство Хаймович был поощрён Дрезденским фондом искусства и культуры.
Выступал с концертами в Швейцарии, Польше, Венгрии, Австрии, Франции, Германии, Италии, Японии и США, среди прочих — в «Культурпаласте» и «Земперпер» (Дрезден), Падеревском зале (Лозанна), Театре дю Веве, Кортоте Зал (Париж), в Большом оперном театре в Каире, в Центре исполнительских искусств Clarice Smith (Колледж Парк / США), в Большом зале Московской консерватории, в Культурном центре города Сендай (Япония) и на таких солидных международных музыкальных фестивалях как «Меранофест» (Италия), музыкальный фестиваль Вербье (Швейцария), Международный музыкальный фестиваль Шлерн (Италия), Стирбургский фестиваль (Австрия), Дрезденский музыкальный фестиваль, музыкальный фестиваль «Кассель» и Шлезвиг-Гольштейнский музыкальный фестиваль (Германия).
Сотрудничал с Литовским камерным оркестром, дрезденской «Синфониеттой», Дортмундским филармоническим оркестром, Северным венгерским симфоническим оркестром, оркестром филармоники ди Бакау и Камерным оркестром Центральной Германии.
«Ноктюрн» Фредерика Шопена E-Flat Major op.9 № 2 в интерпретации Вадима Хаймовича набрал уже более 233 млн просмотров и стал одним из самых популярных видеороликов классической музыки и самой популярной записью произведения Шопена на YouTube. Его запись лирической пьесы Эдварда Грига «Arietta» op.12 № 1 можно услышать в драматическом телесериале Тома Тыквера «Вавилон Берлин»(2017—2018) (сезон 1, эпизод 7).